# Branco selvaggio
Branco selvaggio (Cattle Annie and Little Britches) è un film del 1981 diretto da Lamont Johnson.

## Trama
Due sorelle orfane si uniscono ad una banda di fuorilegge, la prima si innamora di uno dei componenti della banda, mentre la seconda crede di trovare l'affetto paterno di cui sentiva la mancanza. Finiranno al riformatorio.